# Janez Damaščan
Sveti Janez Damaščan, bizantinsko-sirski teolog, učenjak, pesnik, glasbenik in cerkveni oče, * okoli 676, Damask, Sirija, †  5. december 749, samostan Mar Saba, Zahodni breg.
Kot svetnika ga slavi tako grška pravoslavna kot rimskokatoliška Cerkev. V obeh se njegov god 
obhaja 4. decembra. 

## Življenjepis
O njegovem življenju ne vemo nič gotovega, večino podatkov nam je znanih iz zapisov  Janeza, patriarha v Jeruzalemu.
Rojen je bil v krščanski družini v muslimanskem Damasku, znano je le, da je bil njegov oče državni uradnik z imenom Mansur. Delal je za kalifa Abdula Maleka. Bil je najvplivnejši predstavnik krščanstva na dvoru. Za Janeza in njegovega polbrata je priskrbel katoliškega učitelja, italijanskega meniha, ki je njegovima sinovoma omogočil najboljšo  izobrazbo. Janez je pod njegovim učiteljstvom dosegel hiter napredek na klasičnih področjih (geometrija, literatura, logika, retorika itd.). Po smrti svojega očeta je tudi sam  postal visok finančni uradnik v Damasku pod saracenskim kalifom.  
Zaradi kalifovega sovražnega ravnanja do kristjanov je zapustil svojo službo kmalu po letu 730. Šel je v samostan svetega Saba blizu Jeruzalema, kjer je prejel duhovniško posvečenje. Bil je borec v sporu okoli ikon. Boril se je proti koncilom bizantinskega cesarja Leona III., s katerimi je ta obsojal čaščenje kipov in podob. Celotno življenje je preživel v študiju religioznih del, razen kratkega obdobja pred smrtjo, ko je potoval po Siriji in pridigal proti ikonoklazmu. Janez je bil eden največjih filozofov svojega časa, znamenit po svojih govorniških sposobnostih, nadeli so mu ime  Chrysorrhoas (Zlatotok - po smislu: zlati govorec). K njegovem bogatem opusu pripisujemo tudi nekaj brezčasnih pobožnih pesmi, še danes uporabljanih v liturgiji. Danes se pogosto o njem ne govori kot o inovativnem teologu, pač pa bolj kot o enciklopediku. Ta teza temelji na njegovem izvrstnem poznavanju učiteljstva, ki ga je sistematično povzel v svojem najpomembnejšem delu. V tretjem delu Vira spoznanja, strnjenem prikazu prave vere. V življenju Cerkve je pustil pomemben pečat, v srednjem veku je bil zelo bran, posebej med pravoslavci, vemo pa tudi, da sta ga študirala tako Peter Lombardski kot Tomaž Akvinski. Leta 1890 ga je papež Leon XIII. razglasil za cerkvenega učitelja.

## Proti krivoverskemu ikonoklazmu
V 8. stoletju se je razplamtel boj med ikonoduli, zagovorniki čaščenja svetih podob, ter njihovimi ideološkimi nasprotniki, ikonoklasti, ki so se zavzemali za uničenje ikon. Leta 726 je cesar Leon III. izdal edikt proti ikonam, Janez mu je od začetka ostro nasprotoval, in ljudi množično prepričeval v pravilnost tradicionalnega čaščenja svetih podob. S tem si je nakopal sovraštvo cesarja. Leta 730 je bil izdal drugi edikt, ki pa je šel celo tako daleč, da je ukazal sežig vseh obstoječih ikon, njihove častilce pa obsodil na pregon.  Janez se je tokrat še burneje odzval in angažiral mase kristjanov ter tako vršil velik pritisk na cesarja. Pridružila se mu je večina teologov, pozitiven odziv je dobil tudi iz Rima. Leonova kontroverzna zahteva je bila, po hudem boju, opuščena.

## Delo
Je zelo plodovit pisec ter je zapustil dela na zelo raznovrstnih področjih, kar priča o njegovi vsestranskosti, dobri izobrazbi ter pisateljskem talentu.

### Dogmatična dela
- Vir spoznanja:  klasično delo dogmatične teologije v grški Cerkvi. Povzetek patrističnega mišljenja, zlasti so v njem navzoči Kapadočani, Dionizij Areopagit in Maksim Spoznavalec. Razdeljeno je na: 
  - Filozofska poglavja, povzetek filozofije, ki ima namen bralca pripraviti na nadaljevanje knjige
  - Kompendij heretiku, prvo krščansko polemično delo, uperjeno proti islamu, ter
  - strnjen prikaz prave vere. Ta zadnji, najpomembnejši del temelji na učenju grških cerkvenih očetov in cerkvenih sinod med 4. in 7. stoletjem. V tem delu odlično povzame ključne doktrine krščanstva, torej Trojica, stvarjenje, in učlovečenje.
- Svete vzporednice, delo o pristnem krščanskem življenju. Odlomki iz Svetega pisma ter iz predhodnih očetov. Mnogi njihovi odlomki so se ohranili le tu.

### Eksegetska dela
- Komentarji Pavlovih pisem

### Apologetska dela
- O svetih podobah, ključno dela boja glede ikon, sestavljeno iz treh govorov. Janez v ospredje krščanskega razumevanja odnosa do ikon postavi simbolizem, torej čaščenje ikon ni malikovanje pač pa pripomoček, ki kaže onkraj.

- Traktat pravilnega mišljenja, apologetski sestavek v zagovor damaščanov
- Dialog med saracenom in kristjanom
- Dialog proti manihejcem, sestavek namenjen odgovorom na vprašanja, ki so mu jih

postavljali učenci

### Druga dela (pesmi…)
najpomembnejša tovrstna dela so 
- Oktoih – (knjiga osmih tonov) knjiga hvalnic za vsakodnevno bogoslužje. Kot je bilo značilno za tisti čas, je ustvaril tako besedilo kot glasbo.
- Barlaam in Josaphat, roman, ki je bila zelo priljubljena v srednjem veku, tudi zelo prevajana. To je zanimiva krščanska različica zgodbe o Budi.
- pridige, homilije (npr. Homilija o Marijinem vnebovzetju II)
- Duši koristna in čudovita razprava (O krepostih in pregrehah)  (tukaj) Arhivirano 2019-05-28 na Wayback Machine.

## Zanimivost
V svojem učenju je Janez Damščan razvil nauk o blaženi Devici Mariji, vključno z njeno brezmadežnostjo skozi vse življenje in njenim telesnim vnebovzetjem.